# マリアナ・シメネス
マリアナ・シメネス・ド・プラド・ヌッツィ（Mariana Ximenes do Prado Nuzzi、1981年4月26日 - ）はブラジルの女優。